# Ponte della Ferrovia (Verona)
Il ponte della Ferrovia (in veneto ponte de la Ferovia) è un'opera infrastrutturale situata a Verona che consente alla linea ferroviaria Milano-Venezia di attraversare il fiume Adige.

## Storia e descrizione

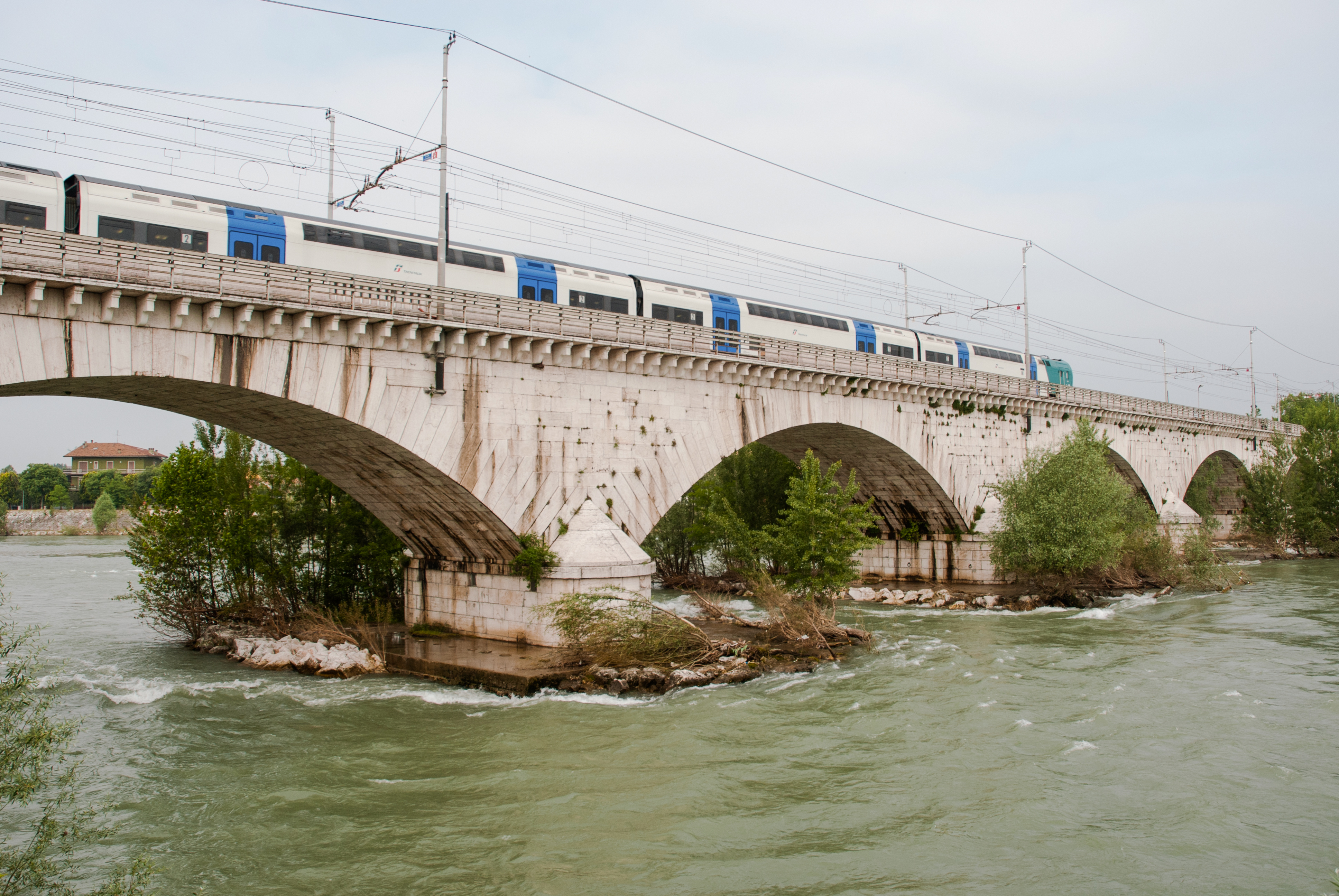
Fotografia ravvicinata del ponte durante il passaggio di un convoglio; si possono notare le mensole che sostengono i marciapiedi a sbalzo

Intorno alla metà dell'Ottocento l'impero austriaco si prodigò nella realizzazione della prima grande linea ferroviaria italiana, ultimata nel 1857, la Milano-Venezia. Per completare l'opera furono costruiti degli imponenti manufatti ferroviari: il ponte sulla laguna di Venezia, il ponte a ridosso della piazzaforte di Peschiera, il lungo viadotto di Desenzano e il ponte a scavalco dell'Adige a Verona. Quest'ultimo, progettato dai due ingegneri padovani Girolamo Dondi e Orologio Annai e costruito a partire dal 1850 dall'impresa Tallarchini di Casciago, fu completato il 14 dicembre 1852 e consentì il collegamento nel tratto compreso tra la stazione di Verona Porta Nuova e quella di Verona Porta Vescovo.
All'inaugurazione parteciparono le autorità veronesi e il feldmaresciallo Josef Radetzky, Governatore civile e militare del Regno Lombardo-Veneto; la cerimonia vide un convoglio carico di bandiere partire da Porta Vescovo e fermarsi sul ponte, intitolato all'imperatore Francesco Giuseppe I, dove una banda militare austriaca suonò l'inno imperiale. Realizzato all'esterno della cinta magistrale cittadina, il manufatto è caratterizzato da cinque grandi archi a sesto ribassato, i quali sostengono il terrapieno su cui corre la ferrovia Milano-Venezia. Il ponte, con arcate di 28,30 metri di luce, è lungo 272 metri e largo 10,72; la sezione trasversale è occupata, oltre che dai due binari, da due marciapiedi sostenuti da mensole.
Il ponte venne minato dai soldati tedeschi in fuga la notte tra il 24 e il 25 aprile 1945, insieme a tutti gli altri ponti di Verona; questo fu però tra i meno colpiti, in quanto vennero danneggiati solo il primo e l'ultimo arco del ponte, pertanto proprio da questo manufatto poterono avanzare le truppe corazzate alleate. Il ponte venne infine ripristinato nel dopoguerra.